# Handeka
A HANDEKA é uma organização criada em junho de 2017, por um grupo de cidadãos angolanos e com um passado ligado ao activismo social e a defesa dos direitos das pessoas e tem como objectivo encontrar soluções para dirimir os principais constrangimentos ao pleno exercício da cidadania. De recordar que em língua ganguela, HANDEKA significa "Oh tu que não tens voz, fala".

## Missão
A associação propõe-se contribuir para a formação de opinião, educação patriótica e cívica, bem como estimular a participação dos cidadãos na vida pública. Deste modo, selecionou no seu programa alguns inibidores do exercício da cidadania:
- A Educação Primária Universal e de Qualidade
- O Registo Civil,
- A Fome na Infância,
- A Revisão da Constituição,
- A Corrupção,
- A Despartidarização do Estado,
- A relação entre o Medo e as Liberdades Fundamentais, entre outros, totalizando 12 objectivos que norteiam a nossa actividade, sem no entanto a limitar.

## Educação Primária

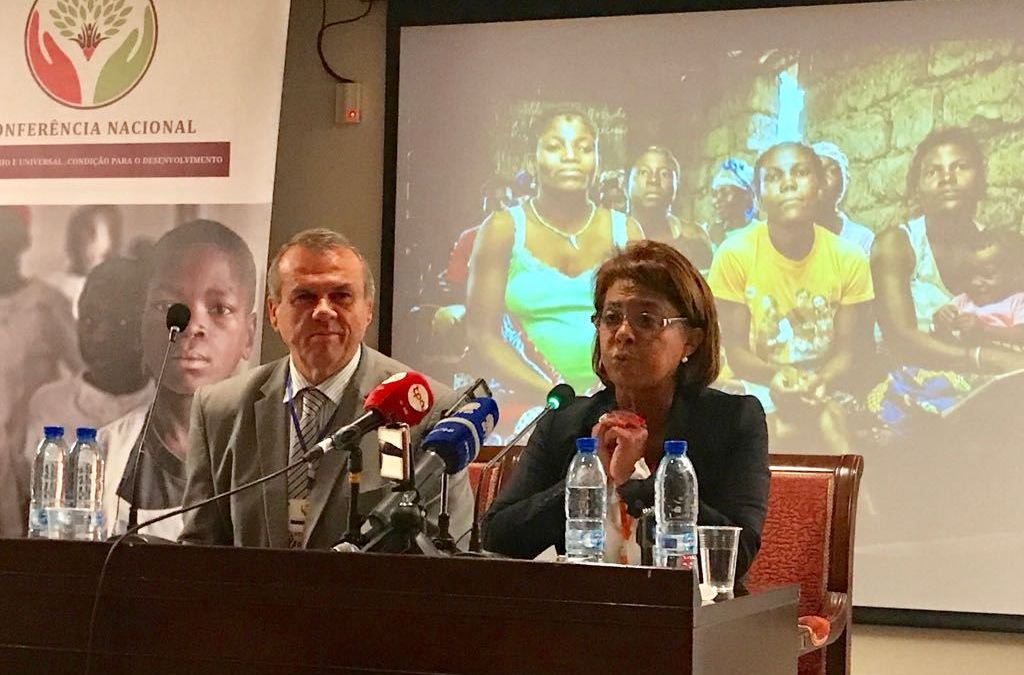

A Conferência Nacional sobre o Ensino primário que teve como lema ensino primário universal, condição para o desenvolvimento realizado nos dias 28 e 29 de Março de 2018 com o apoio do UNICEF, com o objectivo de promover o diálogo em torno à Educação com a Sociedade Civil, Governo, comunidade escolar e demais parceiros do desenvolvimento. Após a Conferência, a Handeka prevê realizar uma avaliação de toda a informação recolhida e com o Centro de Estudos e Investigação Científica (CEIC) da Universidade Católica dar início a um estudo sobre o diagnóstico referente à situação actual do Ensino Primário em Angola que resultará num relatório. Esse documento terá o objectivo de encontrar soluções que sejam capaz de integrar no currículo educativo noções de protecção das crianças, aulas sobre nutrição, saúde, água e saneamento, entre outras.

## Registo Civil

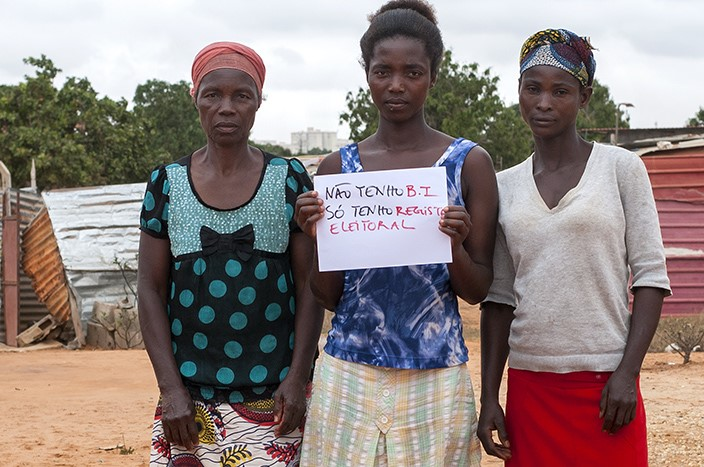

A HANDEKA tem defendido que o Estado registe os 11 milhões de angolanos sem Bilhetes de Identidade, numa campanha designada "sem registo, não existo".